# Backspacer
Backspacer — дев'ятий студійний альбом американського гурту Pearl Jam, випущений 20 вересня 2009 року. Учасники гурту почали писати інструментальні та демо версії пісень у 2007 році, а наступного року зібралися для роботи над альбомом.Backspacer був записаний з лютого по квітень 2009 року разом з продюсером Бренданом О'Браєном, який працював над кожним альбомом Pearl Jam, за винятком їхнього дебютного альбому Ten 1991 року та однойменного альбому 2006 року, хоча це його перша продюсерська робота з 1998 року, коли вийшов альбом Yield. Матеріал був записаний у студії Henson Recording Studios у Лос-Анджелесі, Каліфорнія, та на власній студії О'Браєна Southern Tracks Recording в Атланті, штат Джорджія. Цей альбом, який є найкоротшим у кар'єрі гурту, містить тексти з більш оптимістичним поглядом у порівнянні з політично забарвленими попередниками Riot Act і Pearl Jam, що фронтмен Едді Веддер приписав обранню Барака Обами. Це також перший альбом з 1996 року, починаючи з No Code, для якого всі тексти були написані виключно Веддером.

## Список пісень
Автор слів Едді Веддер. 
| Список пісень альбому Backspacer | Список пісень альбому Backspacer | Список пісень альбому Backspacer           | Список пісень альбому Backspacer |
| #                                | Назва                            | Автор музики                               | Тривалість                       |
| -------------------------------- | -------------------------------- | ------------------------------------------ | -------------------------------- |
| 1.                               | «Gonna See My Friend»            | Веддер                                     | 2:47                             |
| 2.                               | «Got Some»                       | Джеф Амент                                 | 3:01                             |
| 3.                               | «The Fixer»                      | Метт Кемерон, Майк Маккріді, Стоун Ґоссард | 2:57                             |
| 4.                               | «Johnny Guitar»                  | Кемерон, Ґоссард                           | 2:49                             |
| 5.                               | «Just Breathe»                   | Веддер                                     | 3:34                             |
| 6.                               | «Amongst the Waves»              | Ґоссард                                    | 3:57                             |
| 7.                               | «Unthought Known»                | Веддер                                     | 4:08                             |
| 8.                               | «Supersonic»                     | Ґоссард                                    | 2:38                             |
| 9.                               | «Speed of Sound»                 | Веддер                                     | 3:34                             |
| 10.                              | «Force of Nature»                | Маккріді                                   | 4:03                             |
| 11.                              | «The End»                        | Веддер                                     | 2:55                             |
| 36:38                            |                                  |                                            |                                  |

## Сертифікації
| Регіон                                                                                          | Сертифікація | Продажі  |
| ----------------------------------------------------------------------------------------------- | ------------ | -------- |
| Австралія (ARIA)                                                                                | Платиновий   | 70 000^  |
| Канада (Music Canada)                                                                           | Платиновий   | 80 000^  |
| Італія (FIMI)                                                                                   | Платиновий   | 70 000*  |
| Нова Зеландія (RIANZ)                                                                           | Золотий      | 7500^    |
| Португалія (AFP)                                                                                | Золотий      | 10 000^  |
| Велика Британія (BPI)                                                                           | Срібний      | 60 000^  |
| США (RIAA)                                                                                      | Золотий      | 500 000^ |
| *продажі, що базуються лише на сертифікаціях ^відвантаження, що базуються лише на сертифікаціях |              |          |